# Hippodrome du Petit-Saint-Jean
L'Hippodrome du petit Saint-Jean se situe à Amiens dans le département de la Somme.

## Histoire
L'hippodrome fut créé en 1850. Des courses de galop sont organisées dès sa création, puis des courses de trot à partir de 1870. L'hippodrome de cette époque était situé sur l'actuel parking et possédait des gradins en bois. 
L'hippodrome tel qu'on peut le voir aujourd'hui fut inauguré en 1968.

## Caractéristiques
Situé non loin du centre-ville, le site bénéficie d'infrastructures remarquables avec :
- deux pistes éclairées, 
  - une piste de galop en herbe de 1 262 m,
  - une piste de trot en pouzzolane de 1 142 m, avec corde à droite ;
- un parking pour 2 000 voitures,
- un restaurant panoramique de 400 couverts,
- deux bars et
- des manèges pour enfants.

L'Hippodrome d'Amiens a pour particularité les courses en nocturne, au trot et au galop lors de ses 26 réunions annuelles.
Classé Pôle régional, il accueille à ce titre des courses de PMU d'envergure nationale et international.

## Évènements
Du 29 août au 1er septembre 2012, La Compagnie d'arc d'Amiens organise les championnats de France de tir à l'arc FITA à l'hippodrome d'Amiens.
La première étape du Grand National du trot y est régulièrement accueillie début mars.